# Атанас Ангелов
Атанас Г. Ангелов е български революционер, деец на Вътрешната македонска революционна организация.

## Биография
Атанас Ангелов е роден в 1863 година в град Кукуш, тогава в Османската империя, днес в Гърция. Работи като ахчия. Влиза във Вътрешната македоно-одринска революционна организация и става член на Солунския революционен комитет. В 1901 година по време на Солунската афера е арестуван от властите, издаден от Милан Ризов, когото укрива в дома си.
Умира в София в 1952 година.